# Cher Wang

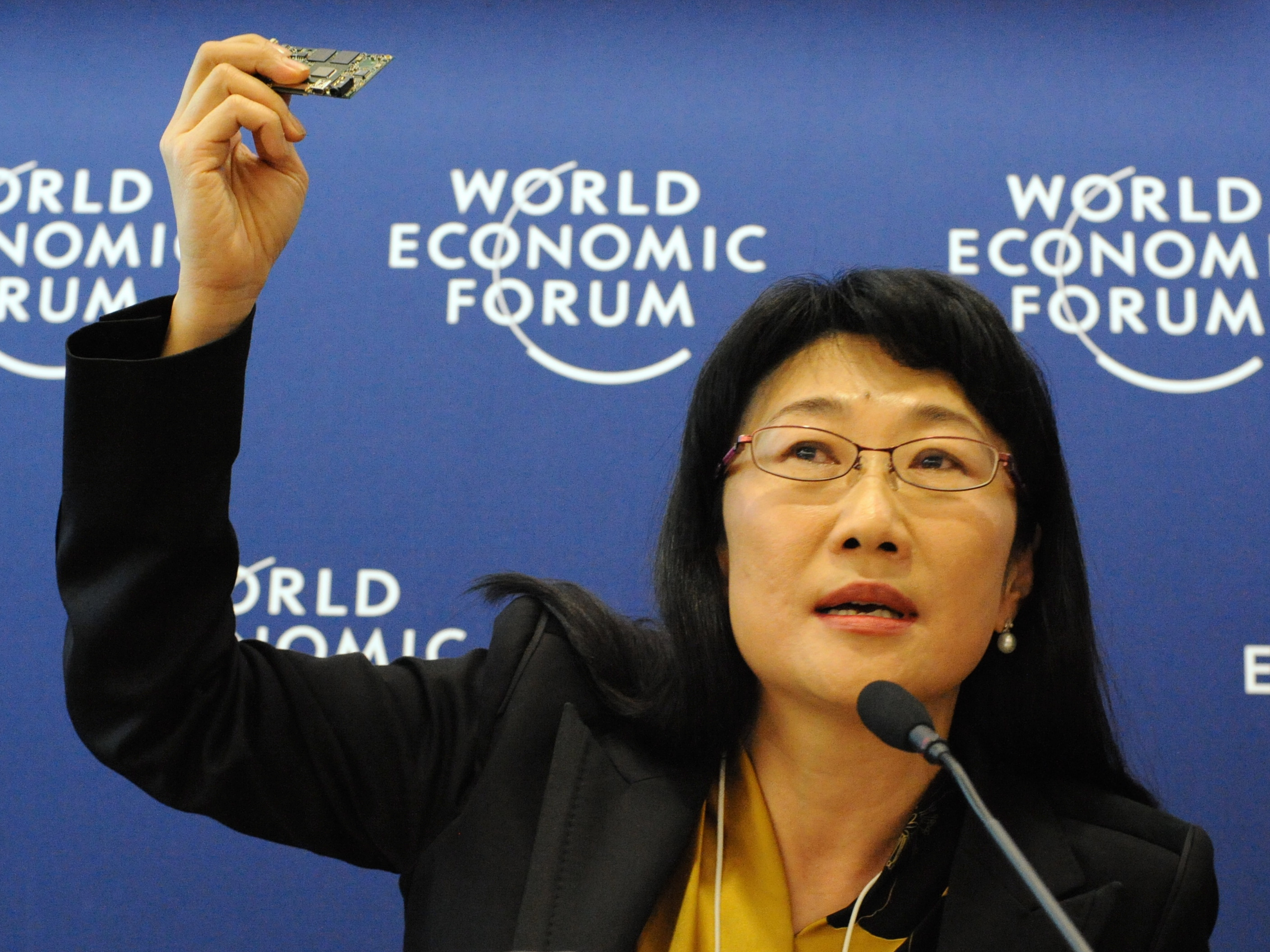
Wang på World Economic Forum.

Cher Wang (traditionell kinesiska: 王雪紅), född 15 september 1958 i Taipei, Taiwan, är en taiwanesisk entreprenör och filantrop. Hon är medgrundare till, och sedan 2007 styrelseledamot i HTC Corporation. Hon anses vara en av de mäktigaste och mest framgångsrika kvinnorna inom teknologiområdet.